# 科洛斯
科洛斯是葡萄牙贝雅区的一个堂区。总面积106.29平方公里，总人口1243人，人口密度11.7人/平方公里。